# Norges Motorsportforbund
Norges motorsportforbund eller NMF är en paraplyorganisation för motorsportföreningar inom Norges Idrettsforbund som organiserar 366 klubbar som sammanlagt har drygt 40 000 medlemmar.
Organisationen bildades 1916 som Norges motorsykkelforbund och slogs 2002 samman med Norges Båtsportforbund och Norges Snøscooterforbund, varefter de tog det nuvarande namnet. Påföljande år anslöt sig även Norsk RC-Bilforbund till NMF.
Svenska motsvarigheten är SVEMO.